# Морозов, Валерий Иванович
Вале́рий Ива́нович Моро́зов (род. 19 сентября 1945) — советский и российский дипломат. Чрезвычайный и полномочный посол (2002). Председатель Совета ветеранов Министерства иностранных дел Российской Федерации с 9 декабря 2016 года.

## Биография
Окончил Московский государственный институт международных отношений (МГИМО) МИД СССР в 1969 году. Владеет английским и испанским языками.
С 1969 года на дипломатической службе.
- В 1971—1972 годах — атташе Посольства СССР в Боливии.
- В 1972—1977 годах — третий и второй секретарь Посольства СССР в Мексике.
- В 1988—1992 годах — советник-посланник Посольства СССР (с 1991 года — России) в Аргентине.
- В 1993—1995 годах — начальник управления Департамента Центральной и Южной Америки МИД России.
- В 1995—1997 годах — заместитель директора Латиноамериканского департамента МИД России.
- С 25 августа 1997 по 12 августа 2000 года — чрезвычайный и полномочный посол Российской Федерации в Республике Венесуэла и по совместительству в Доминиканской Республике и Республике Гаити[1][2].
- С июня 2000 по 1 октября 2000 года — и. о. директора Латиноамериканского департамента МИД России.
- С 1 октября 2000 по 31 марта 2005 года — директор Латиноамериканского департамента МИД России.
- С 31 марта 2005 по 29 октября 2012 года — чрезвычайный и полномочный посол Российской Федерации в Мексике[3][4].
- С 10 октября 2005 по 29 октября 2012 года — чрезвычайный и полномочный посол Российской Федерации в Белизе (по совместительству)[5][4].

Член российских делегаций на 55-й, 57-й и 58-й сессиях Генеральной ассамблеи ООН, на 28-й, 31-й, 32-й и 33-й сессиях Генеральной ассамблеи ОАГ.
В отставке с 2013 года. Председатель Совета ветеранов МИД России с 9 декабря 2016 года.
Член Союза журналистов России.
Главный редактор международного журнала VIGIL.

## Семья
Женат, имеет сына.

## Награды
- Медаль «300 лет Военно-Морскому Флоту России» (1998)[8].
- Орден Франсиско Миранды 1 класса (1 июня 2000, Венесуэла)[9].
- Большой крест ордена «За заслуги» (2005, Колумбия)[10].
- Орден Дружбы (28 декабря 2007) — за многолетнюю добросовестную работу, большой вклад в развитие и укрепление российско-латиноамериканских отношений, активное содействие успешному проведению экспедиции учебного судна «Крузенштерн»[11].
- Большой крест ордена Бернарада О` Хиггинса (19 февраля 2008, Чили) — за работу по созданию межправительственной комиссии по торговле и сотрудничеству между Чили и Россией[12].
- Архиерейская грамота (14 января 2012) — «во внимание к трудам на благо Русской Православной Церкви»[13]

## Дипломатический ранг
- Чрезвычайный и полномочный посланник 2 класса (12 августа 1992)[14]
- Чрезвычайный и полномочный посланник 1 класса (25 августа 1997)[15]
- Чрезвычайный и полномочный посол (20 апреля 2002)[16]